# Grónský parlament
Inatsisartut (grónsky Inatsisartut, výslovnost: [inatsisɑʁtut], dánsky Landstinget) neboli Grónský parlament je jednokomorový parlament Grónska, autonomního území Dánského království. Byl založen roku 1979 nahrazením Grónské zemské rady. Skládá se z 31 členů volených na čtyřleté období. Sídlí v hlavním městě Nuuku.

## Parlament
Parlament volí a jmenuje vládu (Naalakkersuisut), která stojí v čele správy země. Přijímá zákony země a schvaluje rozpočet. Pracovní rok začíná druhý pátek v září a trvá do druhého zářijového pátku následujícího roku. Schází se minimálně dvakrát v roce, avšak může být svolán i mimořádně.

## Předseda Inatsisartutu
Funkce předsedy (v angličtině Speaker) byla ustanovena roku 1988. Funkce je podobná předsedovi poslanecké sněmovny v České republice. Je nominován předsedou vlády Grónska a schválen členy parlamentu. Sám pak jmenuje své čtyři zástupce. Určuje, kteří členové mohou mluvit, a je odpovědný za udržování pořádku.

## Složení Inatsisartutu
| Strana                              | Hlasy                               | %      | Poslanci | +/– |
| ----------------------------------- | ----------------------------------- | ------ | -------- | --- |
| Inuitské společenství               | 6 119                               | 21.4   | 7        | -5  |
| Siumut                              | 4 210                               | 14.7   | 4        | -6  |
| Partii Naleraq                      | 7 009                               | 14.5   | 8        | +4  |
| Demokraté                           | 8 563                               | 29.9   | 10       | +7  |
| Atassut                             | 2 092                               | 7.3    | 2        | 0   |
| Qulleq                              | 305                                 | 1.1    | 0        | 0   |
| Celkem                              | 28 620                              | 100    | 31       | 0   |
| Registrovaní voliči / volební účast | Registrovaní voliči / volební účast | 40 369 | -        | -   |